# Rio Ribeira de Iguape
O rio Ribeira de Iguape é um curso d'água que banha os estados do Paraná e de São Paulo. 
É o principal rio da bacia hidrográfica do Vale do Ribeira e que deságua no complexo estuarino lagunar de Iguape, Cananeia e Paranaguá, num rico ecossistema aquático (rio, estuário e mar) e terrestres (duna, mangue, restinga e floresta ombrófila densa). Possui uma área de 2.830.666 hectares (28.306 km²), sendo 1.119.133 hectares no estado do Paraná e 1.711.533 hectares no estado de São Paulo.
O rio Ribeira de Iguape nasce no Parque Nacional dos Campos Gerais (Ponta Grossa), a aproximadamente 100 km de Curitiba, recebendo vários afluentes em seu percurso. Um rio de contrastes, passa no seu curso superior por um singular trecho de Mata Atlântica, se avizinha de cavernas de importância turística e segue um caminho caudaloso entre montanhas, passando por pequenas cidades.

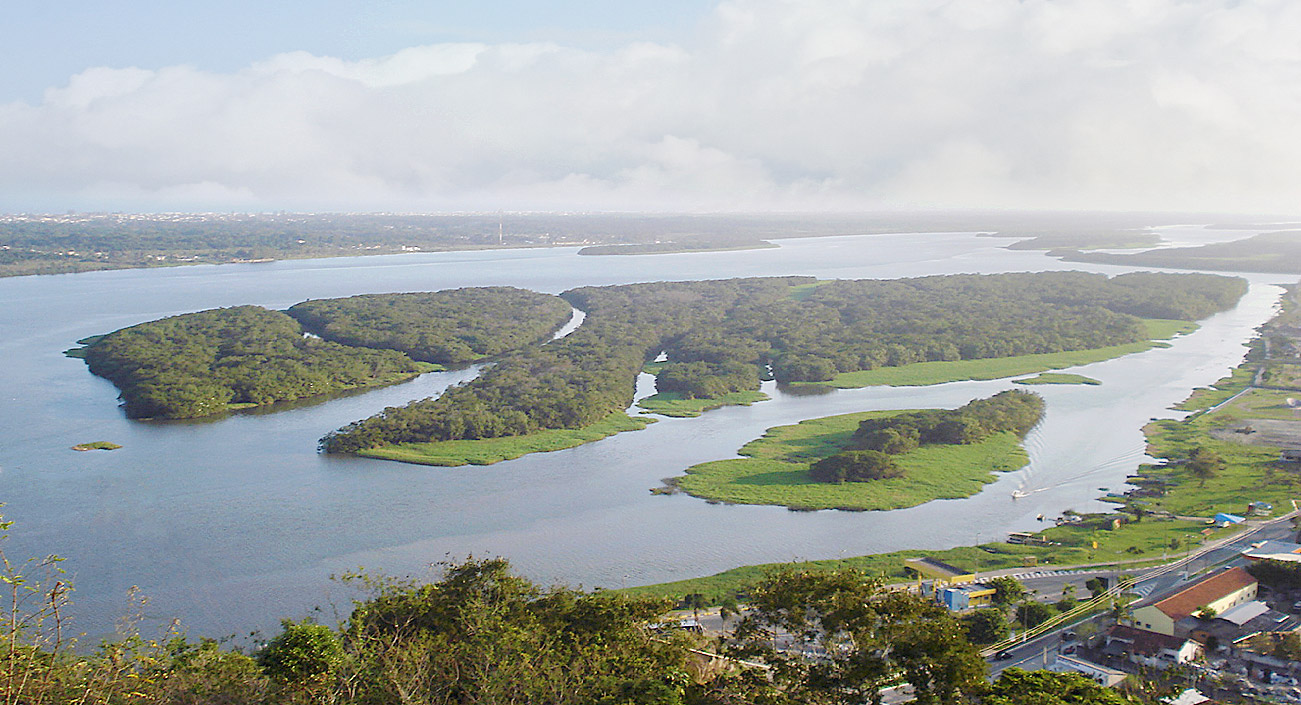
O rio, na altura do município paulista de Iguape, possui uma área muito rica em manguezais (considerada um dos cinco maiores criadouros marinhos do mundo)

Procurado pelos adeptos aos esportes radicais, suas águas turbulentas são perfeitas para a prática de rafting. Uma vez vencida a serra do Mar, o rio cruza lentamente a planície costeira ou rio Ribeira, desembocando no oceano em Barra do Ribeira, no município de Iguape. Desde a conclusão do Valo Grande, em 1856, parte de suas águas não deságua diretamente no mar, e sim no Mar Pequeno, compreendido entre o continente e Ilha Comprida, e vão em direção ao Atlântico, desaguando na Barra do Icapara, a 16 quilômetros do centro.
Em suas margens vivem pequenos agricultores, quilombolas e comunidades indígenas. A região abrange os maiores pedaços remanescentes da Mata Atlântica que no passado se estendia sobre quase todo o litoral brasileiro. Apesar de sua proximidade a duas das maiores capitais industrializadas do país (Curitiba e São Paulo), o Vale do Ribeira foi esquecido no tempo: a densidade populacional da região é baixa, sendo que a economia dos municípios é atrelada à agricultura familiar e à mineração.